# Werner Best
Werner Best (ur. 10 lipca 1903, zm. 23 czerwca 1989) – niemiecki zbrodniarz wojenny, pełnomocnik III Rzeszy w okupowanej Danii i SS-Obergruppenführer.
W 1972 roku oskarżony przez zachodnioniemiecką prokuraturę o zamordowanie co najmniej 8723 Polaków. Po dziesięciu latach jego proces został umorzony.

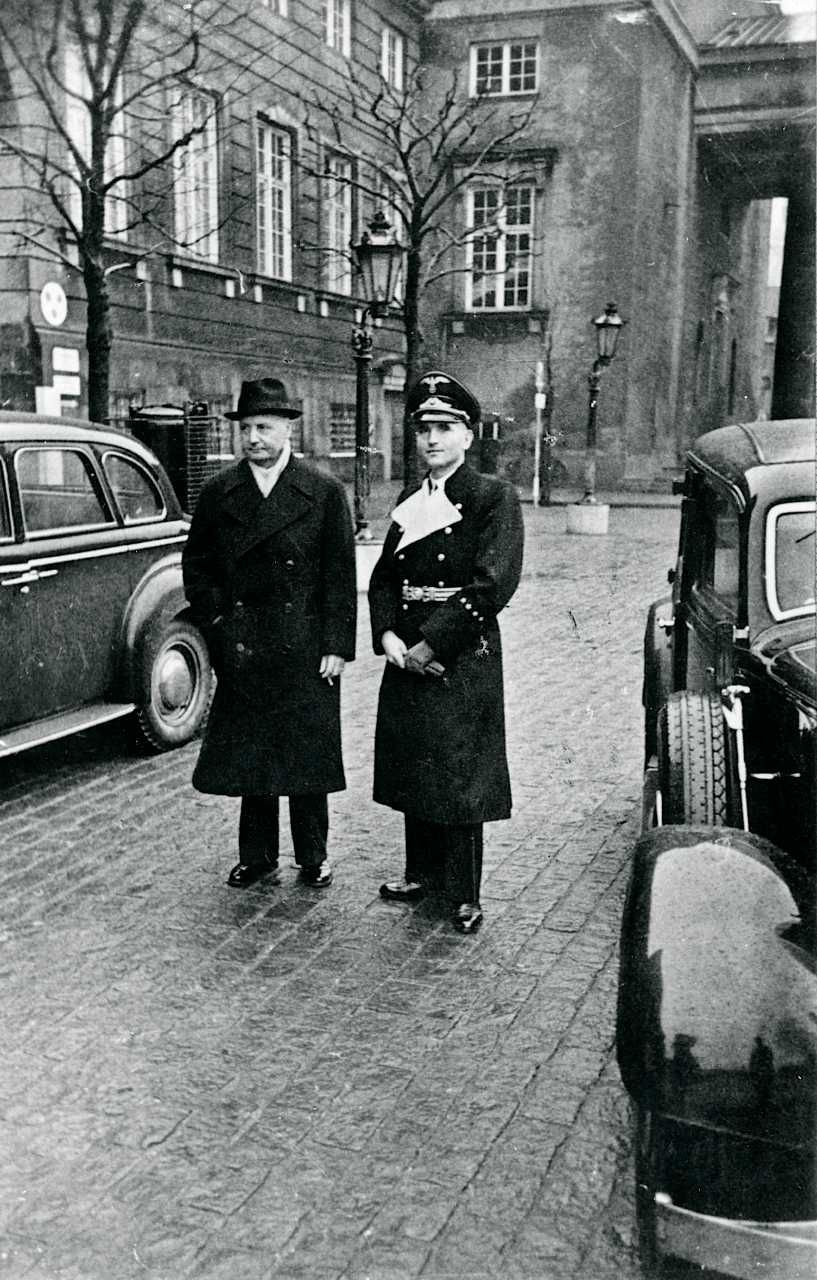
Architekt Operacji Tannenberg dr Werner Best (w mundurze) i Erik Scavenius

## Życiorys

### Okres przedwojenny
Urodził się w Darmstadt i uzyskał wykształcenie prawnicze. Od 1929 roku był sędzią w Hesji. Do NSDAP Best wstąpił w 1930 roku, a do SS w 1931. Między 1931 a 1933 rokiem pracował etatowo w SD oraz był deputowanym w heskim landtagu. W 1933 roku został komendantem policji w Hesji, a następnie dowódcą nadrejonu SS Południowy Zachód w Stuttgarcie. Best awansował szybko, stając się najbliższym współpracownikiem Heinricha Himmlera i Reinharda Heydricha. W latach 1935–1940 był szefem biura w głównym urzędzie SD w Berlinie, a w 1939 i 1940 roku stał na czele Departamentu II (sprawy administracyjne) w ramach RSHA. W czasie wojny był także współwydawcą różnych pism prawniczych i kierownikiem Wydziału Prawa Policyjnego na Uniwersytecie w Berlinie.

### II wojna światowa
Po wybuchu II wojny światowej Best, jako jeden z najwyższych oficerów SD, brał udział w organizowaniu terroru w okupowanej Polsce (m.in. w prześladowaniach Żydów i mordowaniu polskiej inteligencji). Następnie od czerwca 1940 do sierpnia 1942 roku był przydzielony do wojskowej administracji niemieckiej w okupowanej Francji jako tzw. 
Ministerialdirektor. Jego zadaniem była „dejudaizacja” Francji (co sprowadzało się do deportacji miejscowych Żydów do obozów zagłady) oraz walka z Ruchem Oporu. Od 1942 do 1945 roku był pełnomocnikiem Rzeszy w okupowanej Danii, gdzie jego kompetencje i zadania były podobne jak we Francji. Tym razem jednak Best w inny sposób niż w tym ostatnim państwie przeprowadził w Danii „dejudaizację”. Poinformował miejscowe władze o planowanym aresztowaniu i deportacji Żydów, co umożliwiło ogromnej większości z nich ucieczkę do neutralnej Szwecji. Motywy zachowania Besta, który wcześniej uczestniczył w eksterminacji Żydów polskich i francuskich, nie są znane. Najprawdopodobniej postanowił zaoszczędzić sobie kłopotu z deportacjami, dokonując „dejudaizacji” Danii w inny sposób.

### Okres powojenny
Werner Best został schwytany po zakończeniu wojny przez aliantów i wydany władzom duńskim. W 1948 roku został za zbrodnie popełnione na narodzie duńskim skazany na karę śmierci, którą sąd wyższej instancji zamienił na więzienie. W 1951 roku, pod naciskiem władz RFN, Best został zwolniony i zamieszkał w Mülheim an der Ruhr (Zagłębie Ruhry), gdzie pracował jako prokurent w spółce Hugo Stinnes. W 1958 roku został skazany przez zachodnioniemiecki sąd denazyfikacyjny za udział w kierownictwie SS na karę grzywny w wysokości 70 tysięcy marek. W 1969 roku został aresztowany pod zarzutem organizowania masowych morderstw w okupowanej Polsce, lecz w 1972 roku został zwolniony z powodów zdrowotnych (zarzutów jednak formalnie nigdy nie wycofano). Występował jako świadek obrony w niektórych procesach przeciwko hitlerowskim zbrodniarzom wojennym w sądach zachodnioeuropejskich i służył pomocą historykom zachodnioeuropejskim jako „ekspert”.